# Nea Ionia
Nea Ionia (em grego: Νέα Ιωνία; romaniz.: Néa Iōnía; Nova Jónia) é um município nos subúrbios do norte de Atenas, a capital da Grécia, com 4,42 km² de área e 66 017 habitantes (2001)
O nome do município deriva do nome histórico da região do oeste da Anatólia, a Jónia, da qual emigraram muitos gregos que lá residiam aquando da troca de populações entre a Grécia e a Turquia nos anos 1920. Foi igualmente para Nea Ionia que emigraram os gregos que residiam em Alanya, a cidade turca com a qual está atualmente  geminada.
Nea Ionia situa-se a nordeste do bairro de Patissia, a sul da autoestrada Attiki Odos, a sudoeste de Kefissia, a oeste da Avenida Kefissia e da Avenida Marathonos e a leste da Avenida Kifissou.
Antes de ser urbanizada, a área estava coberta de terras agrícolas e florestais. Embora restos das florestas originais subsistam em praças, a maior parte das explorações agrícolas deu lugar a urbanizações. A maior parte da área do município está ocupada por habitações, estando as empresas concentradas ao longo das vias principais. A leste do município subsistem algumas áreas de pastos.

## Personalidades ilustres
- Maria Farantouri (1947) — cantora e ativista cultural e política
- Stelios Kazantzidis (1931-2001) — cantor
- Nikos Xanthopoulos (1934) — ator e cantor folk